# フランティシェク・ドルドラ

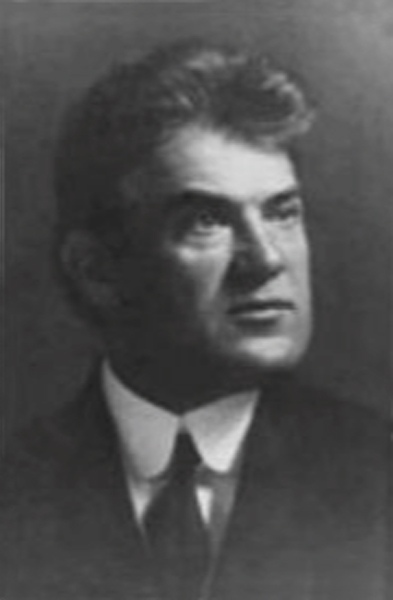

フランティシェク・アロイス・ドルドラ（František Alois Drdla, 1868年11月28日 - 1944年9月3日）は、ライト・クラシックの作曲で著名なチェコのヴァイオリニスト。ドイツ語式にフランツ・ドルドラ（Franz Drdla）とも呼ばれる。

## 生涯
モラビアのズジャール・ナド・サーザヴォウ（Žďár nad Sázavou）に生まれる。ヴァイオリンと作曲を最初にプラハ音楽院で学んだ後、ウィーン音楽院でヨーゼフ・ヘルメスベルガー2世にヴァイオリンを、アントン・ブルックナーに音楽理論を、フランツ・クレンに作曲を師事。しかしながらドルドラの作風にこれらの教師の影響は見出されない。有名な演奏会ヴァイオリニストとして欧米各地を巡演する。1944年にバート・ガスタインにて他界。

## 作品
3つのオペレッタや1つのヴァイオリン協奏曲、数点の管弦楽曲や2つのピアノ三重奏曲などの大作を遺しているものの、作曲家のドルドラに国際的な名声をもたらしたのは、後期ロマン派様式による軽めの性格的小品である。わけても有名なのは、ヴァイオリンとピアノのための《思い出》と《幻影 Vision 》のほか、ピアノ五重奏のためのハンガリー舞曲《ヘイ ハイ! Hej, Haj! 》作品30-4である。ドルドラの性格的小品は、人気のあるボヘミア風の旋律とハンガリー風の旋律を混ぜ合わせ、「ハンガリー風に」表現したものである。

## 主要作品一覧

### オペレッタ
- 金の網 The Golden Net （1916年）
- The Shop Countess （1917年）
- 愛の女神 The Goddess of Love （1940年）

### 室内楽曲
- ヴァイオリン協奏曲 ニ短調 作品245 （1931年）
- ピアノ三重奏曲 第1番 作品番号なし （1924年）
- ピアノ三重奏曲 ト短調 作品240 （1930年）

### ヴァイオリンとピアノのための性格的小品
- セレナーデ第1番 （1901年）
- セレナーデ第2番 （1903年）
- 思い出 （1904年）
- ポロネーズ 作品19 （1904年）
- 幻影 Vision 作品28 （1906年）
- 伝説曲 作品48 （1911年）
- ギターの調べ Guitarrero 作品88 （1912年）
- 二つの対話 Zweigespräche  作品98 （1913年）
- 4つの演奏会用小品 作品127 （1915年）
- パゴダ 作品196-1 （1927年）
- コンチェルティーノ 作品225 （1929年）
- あこがれ Sehnsucht 作品228

## 参考資料
- Oldřich Pukl, article in The New Grove Dictionary of Music & Musicians, Ed. S. Sadie, Vol.V, p.611, London, Macmillan 1980